# Simfonia núm. 3 (Saint-Saëns)
La Simfonia núm. 3 en do menor, op. 78, va ser completada per Camille Saint-Saëns el 1886 en el cim de la seva carrera artística. És coneguda popularment com a Simfonia amb orgue, ja que, inusualment per a una simfonia romàntica tardana, dos dels quatre moviments utilitzen l'orgue. El compositor el va inscriure com: Symphonie No. 3 "avec orgue" (amb orgue). Aquesta Simfonia destaca per ser sorprenentment innovadora, malgrat que Saint-Saëns sol ser percebut com un compositor de tendències més tradicionals i conservadores.
La simfonia va ser encarregada per la Royal Philharmonic Society (llavors anomenada simplement la Philharmonic Society) a Anglaterra, i la primera actuació es va oferir a Londres el 19 de maig de 1886, al St James's Hall, dirigida pel compositor. Després de la mort del seu amic i mentor Franz Liszt el 31 de juliol de 1886, Saint-Saëns va dedicar l'obra a la seva memòria.
El compositor semblava ser conscient que seria el seu últim intent en la forma simfònica, i va escriure l'obra gairebé com una mena de "història" de la seva pròpia carrera: passatges virtuosos per a piano i una escriptura orquestral brillant, característica del període romàntic, i el so de l'orgue, adequat per a una catedral o grans sales de concerts (que normalment estaven equipades amb aquest instrument). Saint-Saëns va assenyalar: "Hi vaig donar tot el que vaig poder. El que he aconseguit aquí, no ho aconseguiré mai més." Tot i que Saint-Saëns va ser convidat, després de l'estrena francesa triomfal de la simfonia el 1887, a compondre una altra simfonia, no va tornar mai més a aquest gènere.
La Simfonia amb orgue va ser la primera d'una sèrie d'obres simfòniques de compositors francesos destacats. La Simfonia en sol menor d'⁣Édouard Lalo va ser composta poc després de l'estrena a Londres de la tercera de Saint-Saëns (entre l'agost i el novembre de 1886), i estrenada el febrer de 1887 als Concerts Lamoureux.  També el 1886, Vincent d'Indy va escriure la Simfonia sobre un aire de muntanya francès, mentre que César Franck va compondre la seva Simfonia l'estiu i la tardor de 1887. Exemples posteriors inclouen la Simfonia en si bemoll d'⁣Ernest Chausson, escrita el 1891, i la Simfonia en do de Paul Dukas composta el 1896.

## Història

### Origen
El 4 de juliol de 1885 els directors de la Societat Filharmònica van acordar encarregar una nova obra orquestral específicament francesa, preferint Charles Gounod, amb Léo Delibes, Jules Massenet i Saint-Saëns com a candidats de reserva. Tot i que el destí de les peticions a aquests altres compositors encara no és clar (si de fet es van enviar mai), l'any següent la Societat va organitzar portar Saint-Saëns a Londres com a solista de piano en un concert de la seva elecció (el Quart Concert de Beethoven), i va demanar que també es programés la seva Segona Simfonia en la menor, poc interpretada. La societat va respondre sol·licitant "alguna obra simfònica expressament per a la temporada vinent", a la qual Saint-Saëns va acceptar ràpidament, responent en una carta datada el 25 d'agost de 1885 "sense comprometre'm formalment, us puc prometre que faré tots els esforços per respondre al teu desig i escriure una nova simfonia pel bé de la Societat Filharmònica". A partir de la correspondència entre Saint-Saëns i el seu editor Durand i el secretari honorari de la Societat Filharmònica, Francesco Berger, la composició de la nova simfonia es va concentrar els primers mesos de 1886. La partitura autògrafa indica que estava acabada l'abril d'aquell any.
La decisió de Saint-Saëns de compondre una veritable simfonia en resposta a la sol·licitud de la Philharmonic Society va ser inusual. En primer lloc, havien passat gairebé trenta anys des que el compositor, de quaranta-nou anys, havia escrit la seva última simfonia (el 1859), i la seva reputació com a compositor de concerts es basava principalment en els seus concerts per a piano i poemes simfònics. En segon lloc, l'interès de la Societat per una obra orquestral o simfònica d'un compositor francès hauria impedit en general una simfonia real perquè, com a gènere, havia estat ignorada en gran part pels compositors francesos. Si bé les simfonies es representaven regularment a les sales de concerts parisenques, apareixent en més de la meitat de la sèrie "Grands concerts" que estaven integrades per les societats orquestrals de Jules Pasdeloup, Édouard Colonne i Charles Lamoureux, gairebé totes eren de compositors austroalemanys i nòrdics, especialment els de Beethoven, Mendelssohn i Schumann. Els compositors simfònics francesos de finals del segle XVIII i principis del XIX, com Gossec, Leduc o Méhul, eren pràcticament desconeguts a finals del segle XIX. Els esforços simfònics dels compositors francesos posteriors, inclosos els de Gounod i les primeres simfonies del mateix Saint-Saëns, es van interpretar molt poques vegades, mentre que la simfonia juvenil de Bizet romandria desconeguda fins al 1933. Rares excepcions, com l'estrena de 1869 de la Simfonia Roma de Bizet per Pasdeloup a la seva sèrie Concerts populaires, no van ser ben acollides pels concertistes parisencs.
Tant Jann Pasler com Andrew Deruchie veuen l'elecció de Saint-Saëns de compondre una simfonia com "una resposta directa al... wagnerisme a França". En el període previ a la composició de la simfonia, Saint-Saëns havia advertit els compositors francesos de no adoptar les tècniques i idees wagnerianes, no per la seva manca de mèrit o valor estètic, sinó per la seva incompatibilitat fonamental amb el caràcter i les sensibilitats franceses. Va exhortar: "joves músics, si voleu ser algú, romaneu francesos!" El 1871, Saint-Saëns i Romain Bussine havien fundat la Société Nationale de Musique específicament per mostrar la música francesa organitzant tant concerts d'orquestra com de música de cambra amb compositors francesos. El 1885, però, Saint-Saëns es va trobar cada cop més marginat dins de la Société Nationale. Vincent d'Indy i Henri Duparc, tots dos deixebles del compositor belga César Franck i entusiastes defensors del wagnerisme, van prendre el control i van obrir la programació de la Société Nationale a la música no francesa, i sobretot alemanya. Segons Saint-Saëns, eren una "coterie cesariana [és a dir, de César Franck] i wagneriana" que havia convertit la Société Nationale en un "saló tancat, desvinculat de les intencions dels seus fundadors".
Per tant, s'ha suggerit que, per a Saint-Saëns, la simfonia, en la seva forma, representava "un vehicle adequat per a una resposta musical" al creixent wagnerisme a França, "perseguint... el mateix gènere que, segons Wagner i almenys alguns dels seus defensors francesos, havia donat lloc al drama musical després d'esgotar-se amb Beethoven". I que la simfonia va ser una oportunitat "per donar una resposta clàssica a les inquietuds de Wagner i dels wagnerians francesos". El mateix Saint-Saëns no va atribuir cap motivació particular a la seva decisió d'escriure una simfonia, més enllà de l'interès pel gènere que es podria deduir de la seva petició de programar la seva anterior simfonia en la menor.

### Composició
Saint-Saëns probablement va començar a treballar en la simfonia a finals de l'estiu de 1885, però al mateix temps estava ocupat en la composició del que seria una de les seves obres més populars, El carnaval dels animals. En una correspondència de febrer de 1886, va escriure al seu editor Durand:
| « | Estic en procés de perpetrar una composició vasta per al proper Carnaval [és a dir, *El carnaval dels animals*]. És tota una partitura. Només em queda escriure el Final. Catorze peces! Em preguntes si no seria millor que treballés en la meva simfonia. Tens raó, cent vegades raó, però *El carnaval dels animals* és tan divertit.{{efn\|1=La juxtaposició de Saint-Saëns, que componia simultàniament una obra d'intensa dramatúrgia seriosa mentre també escrivia una obra més lleugera, s'havia produït freqüentment. | » |

Els esbossos originals de la simfonia indiquen que Saint-Saëns va escriure originalment el tema inicial de la simfonia en la tonalitat de si menor. Un primer esborrany del segon tema es va anotar en do major, amb una revisió posterior de la seva forma final i els compassos següents (mm 102–140) també es van puntuar en do major i do menor, que finalment va ser la tonalitat final de l'obra. Així, els esbossos de l'exposició ampliada suggereixen que Saint-Saëns va mantenir alguns dubtes sobre la tonalitat final de la simfonia, un conflicte que va revelar en una carta a Berger: ""Aquest dimoni de simfonia ha pujat un semitò; no volia quedar-se en si menor: ara és en do menor." El canvi de si a do menor va significar que la "nova simfonia, amb el seu disseny temàtic cíclic, el seu final triomfant en mode major i els moviments perfectament vinculats, ... convidaria a la comparació amb el model definitiu del segle XIX, la Cinquena de Beethoven". Igual que la Cinquena Simfonia de Beethoven, la Simfonia amb orgue, que va des d'una agitada obertura en do menor fins a una emocionant conclusió en do major, recorda la idea d'un pas de l'adversitat al triomf. Deruchie ha argumentat que Saint-Saëns buscava infondre aquest "disseny narratiu i l'ampli esquema formal que va heretar dels simfonistes anteriors amb procediments composicionals que havien madurat en altres gèneres, especialment el poema simfònic", ressaltant l'"eclecticisme" de l'obra, especialment en la seva instrumentació inusual (orgue i piano) i els "timbres i estils aliens al gènere [simfònic]".
S'ha observat habitualment que el tema inicial de la simfonia recorda el Dies irae mitjançant l'ús dels cinc primers tons del conegut cant medieval. Atesa la dedicatòria "a la memòria de Franz Liszt", que va morir el 1886, s'ha suggerit que Saint-Saëns va fer un ús intencionat del motiu per suggerir la "resurrecció i l'eternitat" de Liszt. Com han assenyalat diversos estudiosos, però, la dedicatòria original estava destinada "com un homenatge" a Franz Liszt com a persona, i no a la seva memòria, ja que la seva mort va tenir lloc entre l'estrena de l'obra a Londres i la seva posterior publicació. En una carta datada el 19 de juny de 1886, Liszt va escriure a Saint-Saëns, reconeixent tant la dedicació prevista com "l'èxit de la simfonia a Londres". Segons Fallon, l'obra és no programàtica i és insignificant la coincidència d'al·legacions amb el "Dies irae". En l'anàlisi de Deruchie, Saint-Saëns podria haver pensat la idea de la resurrecció lligada al Dies irae amb la renovació del mateix gènere simfònic. En una carta de 1918 a Pierre Adjutant, Saint-Saëns va escriure "si una simfonia pogués reclamar l'honor de renovar el gènere simfònic, seria la meva simfonia en do menor, a causa de la seva divisió inusual i el seu ús de l'orgue".
No obstant això, en les àmplies notes del programa que va preparar per a l'estrena a Londres, Saint-Saëns va destacar les característiques noves de la seva obra, esmentant els elements cíclics i l'inusual ús d'instruments de teclat, així com l'ampliació de les seccions de vent fusta i metall. Va suggerir que aquests elements reflectien com les "obres simfòniques ara haurien de beneficiar-se dels progressos de la instrumentació moderna". Tanmateix, en cap moment va mencionar el "Dies irae", ni va al·ludir a cap intenció programàtica darrere de l'obra.
El setembre de 1918, uns anys abans de la seva mort el 1921, Saint-Saëns va donar la partitura autògrafa de 182 pàgines de la Simfonia amb orgue a la Bibliothèque nationale.

### Historial de recepció i actuació

#### Estrena

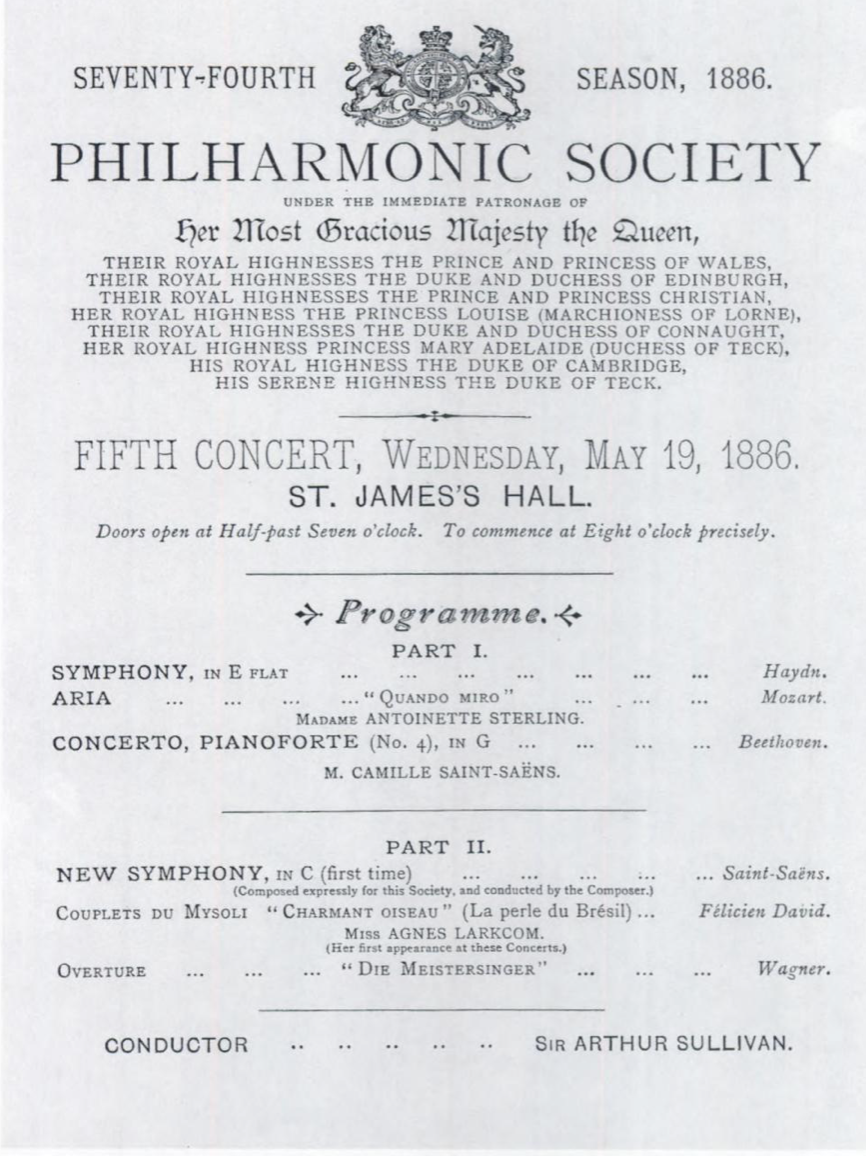
Programa de concerts de la Societat Filharmònica del 19 de maig de 1886

El mateix Saint-Saëns va dirigir l'estrena que va tenir lloc al concert de la Philharmonic Society del 19 de maig de 1886, al St James's Hall de Londres. A la primera meitat del concert, Saint-Saëns va ser el solista del Quart Concert per a piano de Beethoven, amb Arthur Sullivan dirigint. A la segona meitat, d'acord amb la tradició de la Societat de convidar els compositors a interpretar les seves pròpies obres, el mateix Saint-Saëns va dirigir la interpretació de la seva nova simfonia. Pels seus esforços, Saint-Saëns va rebre un honorari de 30 lliures.
La resposta crítica a l'estrena de Londres va ser discreta. En una breu ressenya al London Standard (que es mostra a la imatge), el crític va indicar que necessitava escoltar la peça una vegada més per poder formar una opinió.
La següent interpretació de la simfonia va ser la seva estrena a Alemanya, que va tenir lloc l'agost de 1886 a Aquisgrà, en un concert organitzat per Fritz Wenigmann que va comptar amb un programa de tot Saint-Saëns, inclosa la Rhapsodie d'Auvergne (en la qual Saint-Saëns va ser el solista). La simfonia va ocupar la segona meitat del concert i va ser ben rebuda.
L'estrena francesa, en un concert de la Société des Concerts el 9 de gener de 1887, va generar una resposta molt més entusiasta. La reacció del públic "va ser sense precedents per a una obra nova", i la segona interpretació, una setmana després, va ser rebuda amb la mateixa calidesa. Ambroise Thomas va fer pressió al comitè de la Société per aconseguir una tercera audició de l’obra, argumentant que la simfonia era "poderosa i excepcionalment remarcable, i, tenint en compte la invasió de la música alemanya, seria adequat oferir una altra interpretació d’aquesta obra que tant honora l’escola francesa". Una tercera programació de la simfonia es va organitzar i es va celebrar efectivament el 13 de març de 1887.

#### Actuacions posteriors

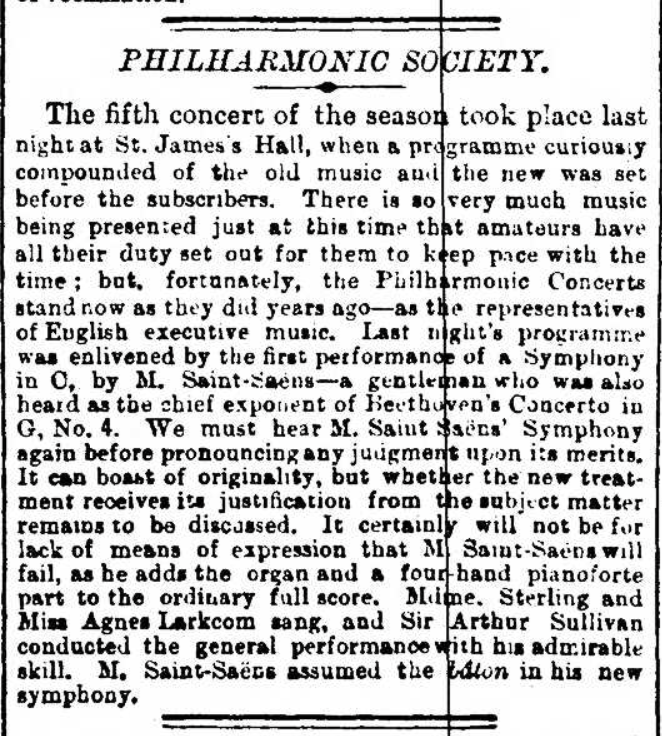
Ressenya del concert, 20 de maig de 1886 London Standard

L'estrena als Estats Units es va fer el 19 de febrer de 1887, dirigida per Theodore Thomas, al Metropolitan Opera House de Nova York.
Una interpretació destacada de la simfonia va tenir lloc el 2 de juny de 1913, quan va ser l'obra principal en un concert de festival de jubileu celebrat al Queen's Hall en honor a Saint-Saëns. El compositor va assistir-hi (va interpretar un concert de Mozart, l'única obra del programa que no era seva), on Alexander Mackenzie va pronunciar un elogi durant el concert, declarant que Saint-Saëns havia "liderat l'avenç de la música francesa en totes les branques, i avui se'l reconeix justament com el seu representant més exaltat i dotat."
El maig de 1915, Saint-Saëns va viatjar a San Francisco com a representant oficial de França a l'⁣Exposició Internacional de Panamà-Pacífic. Va assistir a una actuació de la Simfonia núm. 3 al Festival Hall de 3.782 localitats. Karl Muck va dirigir la Simfònica de San Francisco. El compositor va rebre una gran ovació a l'actuació, a la qual també va assistir el compositor John Philip Sousa. Saint-Saëns va compondre una altra peça especialment per a l'ocasió anomenada "Hail California", que incloïa la famosa banda de Sousa.